# Parque nacional Jeannette Kawas
El parque nacional Jeannette Kawas (anteriormente como parque nacional Punta Sal) es un parque nacional creado el 1 de enero de 1988 en honor a Blanca Jeannette Kawas y ubicado al oeste de la ciudad de Tela y por la costa caribeña en el norte del departamento de Atlántida, Honduras. Abarca una superficie de 781,62 km² y en su punto más alto tiene una altitud de 900 metros.
Jeanette Kawas fue una de las principales activistas del medio ambiente en Honduras, y directora de PROLANSATE (Protección de Lancetilla, Punta Sal y Texiguat), quién fue asesinada el 6 de febrero de 1995 por sus esfuerzos de proteger el parque contra las plantaciones de palma en la región. El mes siguiente, el 28 de marzo de 1995, el parque fue incluido en la Lista de Humedales de Importancia Internacional (Ramsar). El parque es ahora administrado por la fundación PROLANSATE.

## Ecosistemas
Cuenta con 4 diferentes ecosistemas, entre ellos; 
- Bosque húmedo tropical
- Bosque manglar
- Bosque inundable,
- Pantano herbáceo,

En ellos se pueden encontrar varios ríos, lagunas, canales y arrecifes, lagunas, farallones rocosos, playa arenosa, rocas, arrecifes coralinos, pastos marinos, entre otros.
El parque, desde el 30 de marzo de 2016 está siendo destruido por un voraz incendio que ha consumido 412 hectáreas de bosque en las que habitan diferentes de animales. Gracias a la fundación PROLANSATE, Fuerzas Aéreas, Ejército de Honduras y por 4 helicópteros enviados de los Estados Unidos se logró detener el incendio. La noche del 2 de abril llovió sobre la ciudad de Tela, logrando apagar por completo el incendio.

## Biología

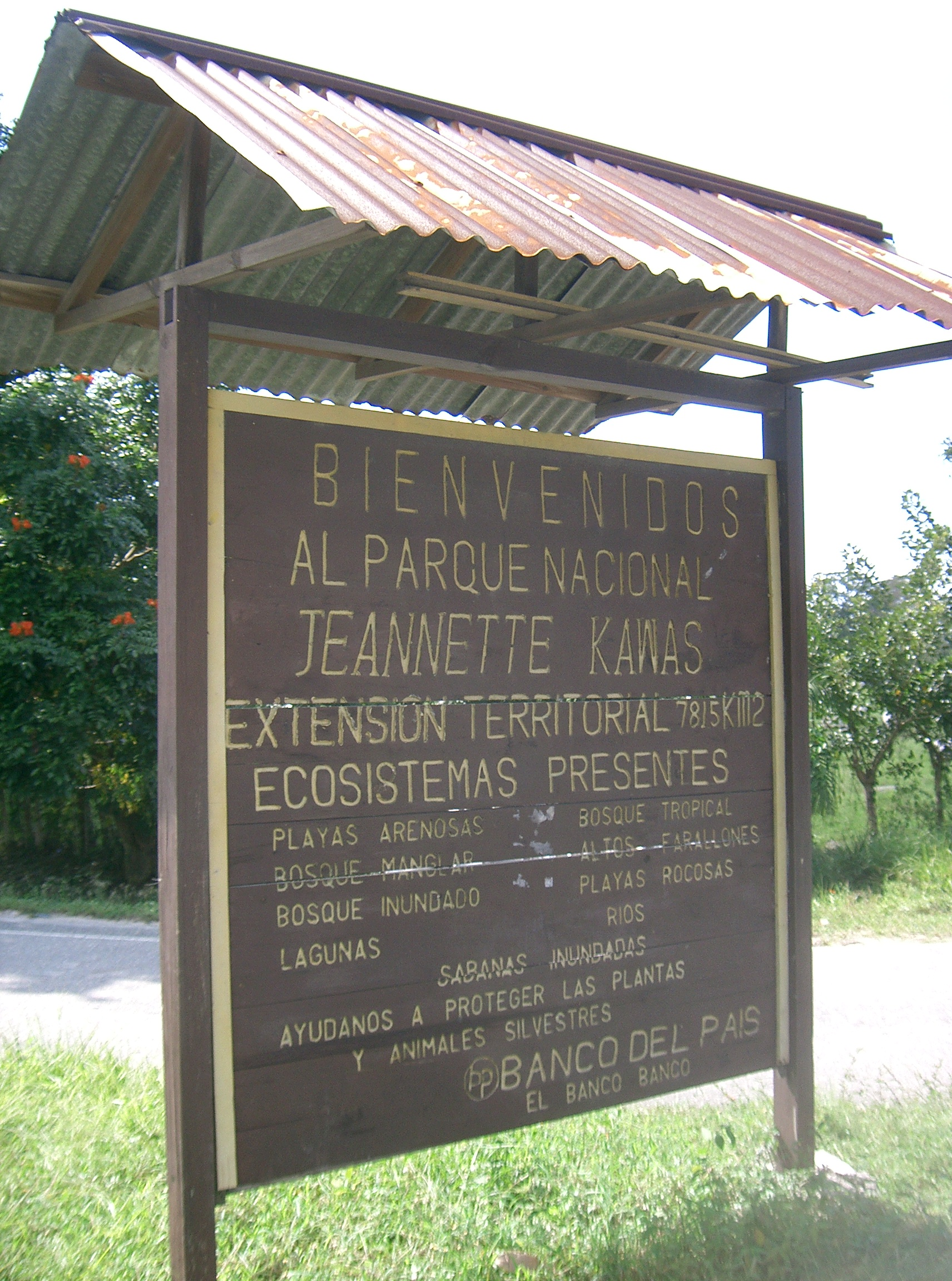
Entrada del parque nacional.

El parque nacional Jeanette Kawas cuenta con una gran variedad de flora y fauna endémicas o propias de la región.

### Fauna
El parque alberga más de 35 especies de mamíferos, 427 especies de aves, 68 especies de reptiles, 12 especies de anfibios. 147 especies de insectos, entre los que hay 54 especies de hormigas.
Varias de estas especies se encuentran en vías de extinción, entre ellas 6 especies de tortugas, 5 especies de peces, 5 especies de reptiles y 12 especies de mamíferos entre ellos el manatí y el tigre.

### Flora
El parque es un hábitat de más de 499 especies de árboles y arbustos.